# بيتاسا
بيتاسا حتى الآن لم تكن مكتشفة في مدينة حدود غرب الاناضول ذُكرت في العصر البرونزي في مخطوطات حتوسا، الاسم تماما كلويان أو يعتبر حتويا، شكلت من حين لآخر الحدود بين حوتي وتكرارات مختلفة في آرزاوا (Arzawa). في قول آخر إلى انها على تسمية إمبراطورية جغرافية (تسمى أيضا بيتاسا) حيث ان المنطقة وجدت على سفح جبل سلطان وتمتد شمالا على طول الطريق إلى نهر سكاريا (Sakarya) وجورديون (Gordion) بالقرب من بولات (Polath)، أيضا توضح انها جزء من منطقة في ليكاونيا الكلاسيكية (Classical Lycaonia)موقعها شرق بحيرة الملح (Salt Lake).
واحدة من اقدم التسجيلات التي تتضمن بيتاسا كانت سرد في الكتبة المصريين لمعركة قاديش عام 1275 ق.م، خلال الصراع قدّم بيتاسا فرقة خدمت مع الجيش الحتّي (Hittite)، في هذه الملفات تمت الإشارة اليه باختصار (P-d-s) أو ما يعادله بيتاسا وموقعها في منطقة بحيرة الملح (Tuz Golu) وسهول كونيا (konya)، خلال هذه الفترة سُجلت المدينة كموضوع في المملمة الحتية، وجدت بيتاسا في العديد من المقالات والتسجيلات التاريخية مثل قضية المعاهدات الحثية التي تتضمن التوضيح والحدود والمدن، تتضمن هذه التسجيلات معاهدة بين توضالية الرابع (Tudhaliya)في حتي (Hatti)وقريبه كورونتا (Kurunta)حوالي 1240_1210 ق.م والتي وضحت الحدود الاخيرة في هذه الكلمات:
"في اتجاه أرض بيتاسا، مدينته الحدودية سانانتاروا (Sanantarwa) لكن كانتانا (Kantanna)في زارنيا (Zarniya) تنتهي إلى أرض نهر هولايا (Hulaya) بينما تنتمي سانانتاروا إلى ارض بيتاسا"
انتزع مادواتا (Madduwatta) بيتاسا من ارنولد الأول في اواخر القرن الخامس عشر قبل الميلاد، وتوضح ان هذا الحاكم يستخدم مطلق حر ويجبر السكان في بيتاسا على قسم الولاء له، وبعد عقود استعادها سوبيبيلويما (Suppiluliuma) بينما كان مكان ولي العهد ويتصرف نيابة عن والده، صنفت المدينة ضمن قائمة الأراضي المحتلة في أعمال سوبيبلويما، ثم حرض مشويلا (Mashuiluwa)في ميرا (Mira)على ثروة في 1310ق.م وبعد ذلك تحرك مرسيلي الثاني (Mursili) واستعادها.